# 立智理威
立智理威（1254年—1310年），元朝将领，唐兀（原西夏党项人）乌密氏（嵬名氏）。察罕从孙，曲也怯祖之孙，阿波古的儿子，亦力撒合的弟弟。
至元十年（1273年）立智理威为太子真金东宫必阇赤，负责文书。至元十八年（1281年）为嘉定路（今四川省乐山市）达鲁花赤。奉诏执行辟田、均赋、弭盗、息讼诸事。安抚蜀地，又奉命平云南乱。为官通达干练，入朝为泉府卿。至元二十七年（1290年），拜刑部尚书，以平刘献冤狱忤宰相桑哥，出为江东道宣慰使。在职期间，兴办学校，擢用人才，为政严明。元贞二年（1296年）任四川行省参知政事。大德三年（1299年）为湖南宣慰使，改任荆湖，兴利除害。大德七年（1303年）再任四川行省参知政事。大德八年（1304年）晋升为左丞。阻止云南王驰骋纵猎，赈济四川饥民，买地葬尸。大德十年（1306年），为湖广行省右丞，改武昌织帛上供的弊端，省费利民，织帛精良，其他地区也推行为良法。立智理威卒于官，初赠宁夏郡公，后赠秦国公，谥忠惠。

## 传记资料
- 《元史》卷120 列传第七
- 《新元史》卷126 列传第二十三